# Mikael Samuelsson
Mikael Samuelsson (Mariefred, 23 dicembre 1976) è un hockeista su ghiaccio svedese.
Milita in NHL con la maglia dei Detroit Red Wings. Gioca come ala destra e ha fatto parte della nazionale del suo paese.
Ha vinto nel 2008 la Stanley Cup e con questo successo è entrato a far parte del Triple Gold Club, grazie anche ai precedenti trionfi ai XX Giochi olimpici invernali e ai Mondiali nel 2006.

## Carriera
Inizia la carriera nel 1996, nella massima serie del proprio paese, con la maglia del Södertälje SK. Nel 1998 viene scelto dagli Sharks come 145º assoluto al quinto giro. Tuttavia Mikael rimane in Svezia a fare esperienza. Torna al di là dell'Oceano nel 2000 e disputa una stagione in AHL con i Kentucky Thoroughblades, farmteam di San Jose. Durante questo campionato avviene anche l'esordio con gli Sharks: in totale disputa 4 partite senza segnare alcun punto. Al termine della stagione si trasferisce a New York e firma con i Rangers. Ancora una volta è costretto a tornare in AHL, stavolta con gli Hartford Wolf Pack. Dopo 8 partite viene chiamato in prima squadra: con i Rangers disputera due stagioni (125 pres. e 38 pt.). Termina il campionato 2002-03 a Pittsburgh: con i Penguins colleziona 22 partite e soli 2 punti.
Il campionato successivo, Samuelsson cambia ancora casacca: firma un contratto con i Florida Panthers. La stagione non è delle migliori: le presenze sono saltuarie e relativamente poche così come i punti. Durante il lockout torna in Europa: prima in Svizzera, a Ginevra, nel Servette e poi ancora in Svezia al Södertälje. L'esperienza nel vecchio continente è positiva e così Mikael inizia la stagione successiva ancora in Europa e nuovamente in Svizzera, stavolta al Rapperswil-Jona Lakers. Gioca però solo una partita poiché viene richiamato in NHL, a Detroit.
La prima stagione è davvero positiva: Samuelsson tocca il proprio massimo in carriera per presenze (71), gol (23), assist (22) e punti (45). L'ottima prestazione gli vale un prolungamento di tre anni del contratto con i Red Wings. A coronare l'esaltante stagione arrivano anche i successi a livello internazionale: Giochi olimpici e Campionato del mondo. La stagione successiva, pur buona, vede un calo di presenze e quindi di punti: 53 partite e 34 marcature.
Nel 2008 conquista con Detrot le finali della Stanley Cup ed entra così nell'esclusiva cerchia del Triple Gold Club.
Finita la regular season 2008-2009, Samuelsson chiude con 40 punti, ovvero 19 goal e 21 assist, avendo mancato soltanto un incontro.

## Palmarès

### Club
- Stanley Cup: 1

Detroit: 2007-2008

### Nazionale
- Giochi olimpici: 1

Torino 2006
- Campionato mondiale di hockey su ghiaccio: 1

Lettonia 2006

## Statistiche

### Europa e NHL
| 1996–97    | Södertälje SK           | SEL        | 29  | 4   | 2   | 6   | 10  | -  | -  | -  | -  | -  |
| 1997–98    | Södertälje SK           | SEL        | 31  | 8   | 8   | 16  | 47  | -  | -  | -  | -  | -  |
| 1998–99    | Frölunda HC             | SEL        | 27  | 0   | 5   | 5   | 10  | -  | -  | -  | -  | -  |
| 1998–99    | Södertälje SK           | Swe-2      | 18  | 13  | 10  | 23  | 26  | -  | -  | -  | -  | -  |
| 1999–00    | Brynäs IF               | SEL        | 40  | 4   | 3   | 7   | 76  | -  | -  | -  | -  | -  |
| 2000–01    | Kentucky Thoroughblades | AHL        | 66  | 32  | 46  | 78  | 58  | 3  | 1  | 0  | 1  | 0  |
| 2000–01    | San Jose Sharks         | NHL        | 4   | 0   | 0   | 0   | 0   | -  | -  | -  | -  | -  |
| 2001–02    | Hartford Wolf Pack      | AHL        | 8   | 3   | 6   | 9   | 12  | -  | -  | -  | -  | -  |
| 2001–02    | New York Rangers        | NHL        | 67  | 6   | 10  | 16  | 23  | -  | -  | -  | -  | -  |
| 2002–03    | New York Rangers        | NHL        | 58  | 8   | 14  | 22  | 32  | -  | -  | -  | -  | -  |
| 2002–03    | Pittsburgh Penguins     | NHL        | 22  | 2   | 0   | 2   | 8   | -  | -  | -  | -  | -  |
| 2003–04    | Florida Panthers        | NHL        | 37  | 3   | 6   | 9   | 35  | -  | -  | -  | -  | -  |
| 2004–05    | Genève-Servette HC      | Swiss-A    | 12  | 2   | 4   | 6   | 14  | -  | -  | -  | -  | -  |
| 2004–05    | Södertälje SK           | SEL        | 29  | 7   | 13  | 20  | 45  | 10 | 3  | 3  | 6  | 24 |
| 2005–06    | Rapperswil-Jona Lakers  | Swiss-A    | 1   | 0   | 0   | 0   | 0   | -  | -  | -  | -  | -  |
| 2005–06    | Detroit Red Wings       | NHL        | 71  | 23  | 22  | 45  | 42  | 6  | 0  | 1  | 1  | 6  |
| 2006–07    | Detroit Red Wings       | NHL        | 53  | 14  | 20  | 34  | 28  | 18 | 3  | 8  | 11 | 14 |
| 2007–08    | Detroit Red Wings       | NHL        | 73  | 11  | 29  | 40  | 26  | 22 | 5  | 8  | 13 | 8  |
| 2008–09    | Detroit Red Wings       | NHL        | 81  | 19  | 21  | 40  | 50  | 23 | 5  | 5  | 10 | 6  |
| 2009–10    | Vancouver Canucks       | NHL        | 74  | 30  | 23  | 53  | 64  | 12 | 8  | 7  | 15 | 16 |
| 2010–11    | Vancouver Canucks       | NHL        | 75  | 18  | 32  | 50  | 36  | 11 | 1  | 2  | 3  | 8  |
| 2011–12    | Vancouver Canucks       | NHL        | 6   | 1   | 2   | 3   | 6   | -  | -  | -  | -  | -  |
| 2011-12    | Florida Panthers        | NHL        | 48  | 13  | 15  | 28  | 14  | 7  | 0  | 5  | 5  | 2  |
| Totale NHL | Totale NHL              | Totale NHL | 669 | 148 | 194 | 342 | 364 | 99 | 22 | 36 | 58 | 60 |

### Nazionale
Con la nazionale a partecipato ai campionati del mondo nel 2005 e nel 2006 e ai Giochi olimpici di Torino
| Anno   | Naz.   | Comp.  | Pres. | Gol | Ass. | Pt. | PIM |
| ------ | ------ | ------ | ----- | --- | ---- | --- | --- |
| 2005   | Svezia | WC     | 9     | 1   | 4    | 5   | 4   |
| 2006   | Svezia | Oli    | 8     | 1   | 3    | 4   | 2   |
| 2006   | Svezia | WC     | 8     | 4   | 5    | 9   | 4   |
| Totale | Totale | Totale | 25    | 6   | 12   | 18  | 10  |